# The Elder Scrolls Online
The Elder Scrolls Online (zu Deutsch: „Die Schriftrollen der Alten Online“; kurz ESO oder TESO) ist ein Massively Multiplayer Online Role-Playing Game (MMORPG) von ZeniMax Online Studios. Das Spiel erschien am 4. April 2014 für Windows und macOS und für Xbox One und PlayStation 4 am 9. Juni 2015. Am 16. Juni 2020 folgte die Veröffentlichung für Google Stadia.

## Handlung
The Elder Scrolls Online spielt, wie die vorausgegangenen Spiele der Reihe The Elder Scrolls, auf dem fiktiven Kontinent Tamriel. Der Zeitpunkt der Handlung liegt etwa 1000 Jahre vor den Ereignissen des zuletzt erschienenen Skyrim und etwa 800 Jahre vor den Spielen Morrowind und Oblivion.

### Grundspiel
Die Aufgabe des Spielers im Grundspiel ist es, gegen Molag Bal zu kämpfen, einen Fürsten der sogenannten Daedra, die in der Spielwelt von Elder Scrolls götterähnliche Dämonenwesen darstellen. Molag Bal versucht, ganz Tamriel unter seine Herrschaft zu bringen. Der Spieler schließt sich in seinem Kampf einer der drei Allianzen im Spiel an:
- dem Aldmeri-Dominion, dem die Hochelfen, die Waldelfen und die Khajiit angehören,[6]
- dem Dolchsturz-Bündnis, dem die Bretonen, Rothwardonen und die Orks angehören,[7]
- dem Ebenherz-Pakt, dem die Nord, die Dunkelelfen und die Argonier angehören.[8]

Abseits der Hauptquest um Molag Bal und dem Allianzkrieg, gibt es zahlreiche Nebenquests im Grundspiel und in den DLCs. Jede Allianz, Gilde sowie DLC-Region hat zudem eine eigene Hauptquest-Linie, welche den Spieler Tamriel, seine Völker und Gruppen näher kennenlernen lässt.

### Kapitel
Seit 2017 erscheint jedes Jahr ein neues Kapitel, welches eine eigene Hauptquest und weitere Neuheiten wie neue Weltereignisse, Klassen oder Skilllinien enthält.

## Spielelemente

### Völker und Klassen
Tamriel wird von zehn verschiedenen Rassen bevölkert: Hochelfen (Altmer), Waldelfen (Bosmer), Khajiit, Bretonen, Rothwardonen, Orks (Orsimer), Nord, Dunkelelfen (Dunmer), Argonier und Kaiserliche. Die Kaiserlichen sind vorerst nur für Käufer der Collector’s Edition (Imperial Edition) spielbar. Der Spieler muss sich zusätzlich für eine von vier Klassen entscheiden: Drachenritter, Templer, Nachtklinge oder Zauberer. Mit Erscheinen des DLC The Elder Scrolls Online: Morrowind kam die Klasse Hüter hinzu, die jedoch Käufern des DLC vorbehalten ist. Am 4. Juni 2019 kam mit dem Kapitel Elsweyr der Nekromant hinzu.  Zusätzlich ist es seit der Erweiterung Necrom aus dem Jahre 2023 möglich den Arkanisten zu spielen.

### Allianz gegen Allianz, Spieler gegen Spieler (PvP)
Die Kämpfe der drei Allianzen finden in der Provinz Cyrodiil auf dem Kontinent Tamriel statt. Die Allianzen kämpfen dabei um Festungen und Stellungen in Cyrodiil, um mit deren Einnahme die Kontrolle über die Provinz zu erhalten. Durch das System der drei Allianzen ist ein gutes Balancing gesichert, da die zwei unterlegenen Allianzen sich gegen die dominierende Kraft in Cyrodiil verbünden können. Endziel ist es, die imperiale Stadt im Herzen Cyrodiils zu erobern. Diese wird zu Beginn von dem daedrischen Fürsten Molag Bal und später von einer der drei Allianzen gehalten. Der Spieler, der am aktivsten im Kampf um die Krone Tamriels war, wird nach der Eroberung der imperialen Stadt für einen bestimmten Zeitraum zum Kaiser gekrönt. Der Kampf der Allianzen findet auf instanzierten Schlachtfeldern mit maximal 2000 Spielern pro Instanz statt. Die instanzierten Schlachtfelder werden in Elder Scrolls Online offiziell Kampagne genannt. Eine Kampagne kann von einigen Tagen bis zu mehreren Jahren dauern. Dabei können sich die Spieler frei in Cyrodiil bewegen und auf Spieler der gegnerischen Allianzen treffen. Große Spielergruppen treffen oft an strategisch entscheidenden Stellungen und Festungen aufeinander. Diese Schlüsselpositionen können von einer bestimmten Fraktion gehalten werden und dienen ihr dann als taktische Stützpunkte für die Schnellreise und die Eroberung weiterer Gebiete. Während der Schlachten sollen gleichzeitig 200 Spieler abgebildet werden können.

### Spieler gegen Umgebung (PvE)
Das Questing soll dem in vorherigen Titeln wie Skyrim ähneln, um das typische Elder-Scrolls-Gefühl auch in einem MMORPG zu erhalten. Die PvE-Inhalte sind als Gruppe, aber auch alleine gut zu bewältigen. Es gibt die aus den Elder-Scrolls-Spielen bekannten und beliebten NPC-Gilden wie die Kriegergilde, Magiergilde, Diebesgilde und die Dunkle Bruderschaft. Die Diebesgilde erschien am 7. März 2016 für Windows, am 22. März 2016 für Xbox One und einen Tag später für die PlayStation 4. Die Dunkle Bruderschaft wurde für den 31. Mai (Windows) und für den 14. Juni (Xbox One und PlayStation 4) veröffentlicht. Zusätzlich gibt es noch die neue Gilde der Unerschrockenen.

### Skill-Linien
Die Skill-Linien in The Elder Scrolls Online sind zahlreich (über 50).
Jede Klasse hat drei eigene Skill-Linien. Dazu kommen Skill-Linien für Rassen, Waffen, Rüstungen, NPC-Gilden sowie AvA (Alliance vs Alliance) und World-Skill-Linien.
Weiterhin können Fähigkeiten bei Erreichen einer bestimmten Stufe „gemorpht“ werden. Dabei wird die Fähigkeit um einen von zwei zur Wahl stehenden Effekten verbessert.

## Technik
ZeniMax setzt für The Elder Scrolls Online die „Megaserver“-Technologie ein. Damit werden weltweit alle Spieler auf lediglich zwei große Server aufgeteilt, wobei jede Plattform ihre eigenen Megaserver erhält. Probleme, die typischerweise beim Betrieb hochgradig verteilter Server auftreten, sollen damit systematisch ausgeschlossen werden. Die Megaserver-Technologie erstellt automatisch Barrieren, welche den Spieler aufgrund seiner Präferenzen einer bestimmten Gruppe passender Spieler zuordnet. Die Präferenzen kann der Spieler zuvor angeben, sodass er nach Wunsch auf einer Ebene des Megaservers zusammen mit Gildenkameraden und Freunden gesetzt wird.

## Entwicklung
Erstmals offiziell bestätigt wurde die Entwicklung eines Online-Spiels von Bethesda Softworks im Mai 2012. Am 8. November 2012 veröffentlichten die Spielentwickler ein Video auf YouTube, in dem sie über den Inhalt und die Entwicklung des Spieles sprechen. Ab dem 23. Januar 2013 war eine Anmeldung zur Beta möglich. Die geschlossene Beta-Phase der PC-Version begann am 26. März 2013. Für die Next-Gen-Konsolen gab es zunächst nur eine zeitexklusive Betaphase auf der PlayStation 4. Eine spielbare Version von The Elder Scrolls Online wurde erstmals auf der Gamescom 2013 der Öffentlichkeit vorgestellt.
Nachdem die Veröffentlichung der Konsolenversionen für Xbox One und PlayStation 4 immer wieder verschoben wurde, kündigte der Entwickler am 24. Dezember 2014 an, die Portierung 2015 fertigstellen zu wollen. Diese erschien am 9. Juni 2015.
Auf der Spielemesse E3 2016 kündigte Publisher Bethesda an, mit dem Update One Tamriel sämtliche Content-Barrieren und Allianzeneinschränkungen bei Quests für The Elder Scrolls Online zu entfernen. Zusätzlich soll die dynamische Stufenanpassung aus DLC-Erweiterungen im gesamten Spiel gelten, damit Spieler unterschiedlicher Stufen zusammenwirken können.

### Addons und Updates
| Titel                    | Release                                                                    | Anmerkungen |
| ------------------------ | -------------------------------------------------------------------------- | --- |
| The Elder Scrolls Online | 4. April 2014 (PC) 9. Juni 2015 (PS4, Xbox One)                            | Hauptspiel |
| Tamriel Unlimited        | 17. März 2015 (PC)                                                         | Entfall der Abo-Gebühren |
| Imperial City            | September 2015                                                             | PvP-Erweiterung |
| Orsinium                 | 2. November 2015 (PC) 17. November 2015 (Xbox One) 18. November 2015 (PS4) | Story- und Gebietserweiterung |
| Thieves Guild            | März 2016                                                                  | Story- und Gebietserweiterung sowie eine neue Skill-Linie                                                                                       |
| Dark Brotherhood         | Mai 2016                                                                   | Story- und Gebietserweiterung sowie eine neue Skill-Linie                                                                                       |
| Shadow of the Hist       | August 2016                                                                | Dungeon-DLC mit zwei neuen Gruppenverliesen |
| One Tamriel              | 5. Oktober 2016 (PC) 18. Oktober 2016 (PS4, Xbox One)                      | Entfall von Gebietsgrenzen für Fraktionen |
| Homestead                | Februar 2017                                                               | Wohnsystem |
| Morrowind                | 6. Juni 2017                                                               | Erstes Kapitel und neue Klasse, der Hüter |
| Horns of the Reach       | August 2017                                                                | Dungeon-DLC mit zwei neuen Gruppenverliesen |
| Clockwork City           | Oktober 2017                                                               | Story- und Gebietserweiterung |
| Dragon Bones             | Februar 2018                                                               | Dungeon-DLC mit zwei neuen Gruppenverliesen |
| Summerset                | 21. Mai 2018 (PC) 5. Juni 2018 (PS4, Xbox One)                             | Zweites Kapitel und eine neue Skill-Linie |
| Wolfhunter               | August 2018                                                                | Dungeon-DLC mit zwei neuen Gruppenverliesen |
| Murkmire                 | 22. November 2018 (PC) 6. November 2018 (PS4, Xbox One)                    | Story- und Gebietserweiterung |
| Wrathstone               | 25. Februar 2019 (PC) 12. März 2019 (PS4, Xbox One)                        | Dungeon-DLC mit zwei neuen Gruppenverliesen |
| Elsweyr                  | 20. Mai 2019 (PC) 4. Juni 2019 (PS4, Xbox One)                             | Drittes Kapitel und neue Klasse, der Nekromant                                                                                                  |
| Scalebreaker             | August 2019                                                                | Dungeon-DLC mit zwei neuen Gruppenverliesen |
| Dragonhold               | Oktober 2019                                                               | Story- und Gebietserweiterung |
| Harrowstorm              | Februar 2020                                                               | Dungeon-DLC mit zwei neuen Gruppenverliesen |
| Greymoor                 | Juni 2020                                                                  | Viertes Kapitel und Antiquitätensystem |
| Stonethorn               | August 2020                                                                | Dungeon-DLC mit zwei neuen Gruppenverliesen |
| Markarth                 | November 2020                                                              | Story- und Gebietserweiterung |
| Flames of Ambition       | März 2021                                                                  | Dungeon-DLC mit zwei neuen Gruppenverliesen |
| Blackwood                | Juni 2021                                                                  | Fünftes Kapitel und zwei NPC-Begleiter |
| Waking Flame             | August 2021                                                                | Dungeon-DLC mit zwei neuen Gruppenverliesen |
| Deadlands                | November 2021                                                              | Story- und Gebietserweiterung |
| Ascending Tide           | März 2022                                                                  | Dungeon-DLC mit zwei neuen Gruppenverliesen |
| High Isle                | Juni 2022                                                                  | Sechstes Kapitel und zwei weitere NPC-Begleiter                                                                                                 |
| Lost Dephts              | August 2022                                                                | Dungeon-DLC mit zwei neuen Gruppenverliesen |
| Firesong                 | November 2022                                                              | Story- und Gebietserweiterung |
| Scribes of Fate          | März 2023                                                                  | Dungeon-DLC mit zwei neuen Gruppenverliesen |
| Necrom                   | Juni 2023                                                                  | Siebtes Kapitel, zwei weitere NPC-Begleiter und neue Klasse, der Arkanist und neues Gebiet, die Telvani-Halbinsel                               |
| Endloses Archiv          | Oktober 2023                                                               | Erweiterung des Grundspiels um einen endlosen Dungeon und neues Gebiet Apokrypha                                                                |
| Gold Road                | Juni 2024                                                                  | Achtes Kapitel, zwei weitere NPC-Begleiter und Einführeung der Schriftlehre (Konfiguration eigener Fertigkeiten) und neues Gebiet, die Westauen |

## Rezeption
The Elder Scrolls Online wurde von der deutschen Presse überwiegend positiv bewertet. Die meisten Gaming-Seiten haben Wertungen zwischen 80 und 90 Prozent vergeben. Besonders gelobt wurde dabei die Atmosphäre der Spielwelt Tamriel und die tiefgründigen Storyquests, die allesamt vertont sind und sehr gut aufeinander aufbauen. Eher negativ äußerten sich die Tester hingegen über die anfänglichen Bugs und einige fragwürdige Designentscheidungen im Endgame.
GameStar vergab 88 % für One Tamriel, 80 % für Orsinium, 88 % für Morrowind, 84 % für Summerset und Murkmire und 89 % für Elsweyr.

„Auch wenn nicht alles rund läuft und der Spagat zwischen Offline-Assoziation und Online-Verpflichtung manchmal nicht gelingt: Die Ausflüge nach Tamriel unterhalten richtig gut!“

„The Elder Scrolls Online ist ein gelungener Hybrid aus Online- und Singleplayer-Rollenspiel“

## Synchronisation
Für die englischsprachige Originalvertonung wurden zahlreiche bekannte Schauspieler verpflichtet.
| Rolle                   | Englischer Synchronsprecher | Deutscher Synchronsprecher | Beschreibung                                                            |
| ----------------------- | --------------------------- | -------------------------- | ----------------------------------------------------------------------- |
| Cadwell                 | John Cleese                 | Thomas Danneberg           | Verschrobener Gefangener Molag Bals                                     |
| Königin Ayrenn          | Kate Beckinsale             | Tanja Geke                 | Anführerin des Aldmeri-Dominions und Königin der Hochelfen              |
| Der Prophet             | Michael Gambon              | Otto Mellies               | Blinder Seher                                                           |
| Abnur Tharn             | Alfred Molina               | Klaus-Dieter Klebsch       | Zauberer und Mitglied des Ältestenrats des Kaiserreichs, Schattenregent |
| Molag Bal               | Malcolm McDowell            | Frank Glaubrecht           | Bösartiger Daedrafürst aus einer anderen Dimension (Kalthafen)          |
| Großkönig Emeric        | Bill Nighy                  | Bernd Rumpf                | Anführer des Dolchsturz-Bündnisses                                      |
| Azura                   | Lynda Carter                | Sonja Stein                | Daedrafürstin des Sonnenauf- und Sonnenuntergangs                       |
| Jorunn der Skaldenkönig | Peter Stormare              | Wolfgang Condrus           | Anführer des Ebenherz-Paktes und Großkönig von Himmelsrand              |
| Mannimarco              | Jim Ward                    | Martin Keßler              | Abtrünniger Hochelfen-Zauberer und Totenbeschwörer                      |
| Lyris Titanenkind       | Jennifer Hale               | Sabine Jäger               | Eine Nord-Halbriesin                                                    |
| Sai Sahan               | Kevin Michael Richardson    | Reiner Schöne              | Kampfkünstler und Meisterschwertkämpfer                                 |